# Leopoldo Chiappo
Leopoldo Chiappo Galli (Chosica, 17 de diciembre de 1924 - Lima, 7 de marzo de 2010) fue un filósofo y educador peruano, así como un renombrado psicólogo y escritor.

## Biografía
Leopoldo Chiappo Galli nació en Chosica, hijo de inmigrante piamontés y de madre trujillana; Florencio Chiappo y Susana Galli. Su primer matrimonio fue con María Luisa Domitila Alayza Rospigliosi con quien tuvo una hija, Bettina Chiappo Alayza; y de quien luego enviudó. Después, a la edad de 80 años se casó con Hilda Hortencia Espejo Tafur.
Doctorado en Filosofía por la Universidad de San Marcos donde fue catedrático por diez años desde 1952, siendo luego distinguido como profesor emérito. 
Conjuntamente con Honorio Delgado, Chiappo fue profesor fundador de la  Universidad Cayetano Heredia  de la cual fue vicerrector y cuya Facultad de Psicología lleva su nombre desde el 2005 “Facultad de Psicología Leopoldo Chiappo Galli”. Allí instituyó la cátedra “Dante Alighieri”, de quien fue un apasionado estudioso, publicando en 1983 “Dante y la psicología del infierno”. Hizo cursos de posgrado en los Estados Unidos y fue psicólogo consultor en el Hospital Obrero de Lima, en donde fundó el Centro de Rehabilitación de Afásicos.
Fue también director de la Biblioteca Central y profesor fundador de la Escuela Normal Central Enrique Guzmán y Valle. Obtuvo en 1957 y 1959 el Premio Nacional de Cultura "Daniel A. Carrión”
Participó en la formulación de la Ley Orgánica de la Universidad Peruana y formó parte de la Comisión de Reforma de la Educación a principios de los setenta. También publicó “La liberación de la educación en el proceso revolucionario peruano” (1973) y “Presencia espiritual de Honorio Delgado, maestro de vida superior” (1994).
Además de sus aportes en el campo de la investigación de la psicopatología del pensamiento, de la percepción y del lenguaje, era un acucioso lector e investigador de La divina comedia, esto le valió para ser el único miembro latino-americano de la Dante Society of America y de la Azzociazioni Internazionale per gli studi di Length e Letteratura Italiana, en “reconocimiento de la seriedad y profundidad de sus estudios dantológicos”.
Se le conoce por sus trabajos acerca de La Divina Comedia de Dante Alighieri.
Falleció tras ser aquejado por males en su salud. Sus restos fueron velados en la Parroquia Nuestra Señora de la Reconciliación de Camacho y sepultados al día siguiente en el cementerio Mapfre en Huachipa.

## Obras
- La evolución verbal categorial en las lesiones cerebrales (1959)
- La liberación en la educación en el proceso revolucionario peruano (1973)
- Nietzsche: dominación y liberación (1978), Educación y trabajo productivo (1978)
- Dante y la psicología del Infierno (1984), Escenas 3 vols. (1987, 1988, 1990)
- Presencia espiritual de Honorio Delgado (1994)
- La ardiente vida del espíritu o de la plenitud (1998)
- La Psicología del amor (2002).

## Premios y reconocimientos
- Palmas Magisteriales en el grado de Amauta, Ministerio de Educación del Perú, 2003.[cita requerida]
- Premio Nacional de Fomento de la Cultura en Investigación Científica “Daniel A. Carrión”, 1957 y 1959
- Profesor Emérito de la Universidad Nacional Mayor de San Marcos.